# Latécoère 611
Il Latécoère 611 era un idroricognitore marittimo a scafo centrale quadrimotore ad ala alta prodotto dall'azienda francese Forges et Ateliers de Construction Latécoère alla fine degli anni trenta.
Sviluppato per essere utilizzato dalla Aviation navale, a seguito delle vicende belliche che hanno coinvolto la Francia durante la seconda guerra mondiale, dopo l'occupazione tedesca venne prima preso in carico dalla Armée de l'air de l'armistice, l'aeronautica militare del periodo di Vichy, per poi passare sotto le Forces aériennes françaises libres, l'aviazione della Francia Libera, fino alla fine del conflitto.

## Storia del progetto
Nel maggio 1935, la Marine nationale emise una specifica per la fornitura di un idrovolante a lungo raggio per sostituire l'ormai superato Breguet 521. Pierre-Georges Latécoère, progettista e proprietario dell'azienda che portava il suo nome, decise di presentare un suo progetto ed intraprese la realizzazione del 611, un monoplano a scafo centrale dotato di impennaggio a V ed equipaggiato con quattro motori radiali Gnome-Rhône 14N. Per diminuire la resistenza aerodinamica dovuta alla presenza di galleggianti equilibratori posti, come di consueto in questo tipo di idrovolanti, sotto le ali e collegati a loro tramite robuste strutture, Latécoère studiò un sistema che permetteva di ritrarli all'interno delle gondole motore esterne. Il prototipo venne realizzato a Biscarrosse e portato in volo per la prima volta l'8 marzo 1939.
Il progetto prevedeva l'adozione di un cannone automatico da 25 mm installato in una torretta dorsale ma non essendo ancora disponibile si optò per una soluzione più tradizionale, due mitragliatrici Darne Mle 1933 da 7,5 × 54 mm MAS in configurazione binata. Ad integrare l'armamento difensivo si adottarono ulteriori quattro mitragliatrici che potevano sparare attraverso gli oblò laterali e due in una postazione di coda.
Nel dicembre 1939 la Marine national emise un ordine per dodici esemplari per una versione modificata, denominata Latécoère 612, che doveva essere equipaggiato con quattro radiali Pratt & Whitney R-1830 di produzione statunitense. Questi aerei, tuttavia, non vennero mai avviati alla produzione.

## Tecnica
Il Latécoère 611 era un idrovolante di costruzione interamente metallica caratterizzato dalla configurazione a scafo centrale, dalla motorizzazione a 4 motori e da una coda dall'impennaggio a V bideriva.
Lo scafo era caratterizzato dalla cabina di pilotaggio posizionata a gradino davanti all'ala, un muso vetrato per favorire l'osservazione e da alcune postazioni difensive. Posteriormente terminava in un impennaggio a V caratterizzato da due derive poste alle estremità dei piani.
L'ala, di grande spessore, era montata alta ed integrava le quattro gondole che racchiudevano gli altrettanti motori e, nelle due più esterne i galleggianti equilibratori retraibili in volo al fine di aumentare la penetrazione aerodinamica e la conseguente diminuzione dei consumi di combustibile.
L'impianto propulsivo era affidato a 4 Gnome-Rhône 14N30/31, dei 4 motori radiali 14 cilindri doppia stella raffreddati ad aria capaci di sviluppare una potenza di 1 010 CV (753 kW) ciascuno.
L'armamento difensivo nella sua configurazione finale era costituito complessivamente da 7 mitragliatrici, 2 Browning M2 calibro .50 BMG (12,7 mm) posizionate su una torretta dorsale più una collocata in una postazione in coda, integrate da altre 4 mitragliatrici Darne Mle 1933 calibro 7,5 × 54 mm MAS.

## Impiego operativo
Il prototipo del Latécoère 611 venne consegnato alla Marine nationale il 12 aprile 1940 che lo battezzò Achenar, entrando in servizio nel giugno successivo nella zona del Nord Africa. Successivamente, a causa dell'occupazione tedesca venne disarmato come previsto dai termini stipulati nell'armistizio di Compiègne. Dopo essere stato danneggiato in una collisione con un altro idrovolante, venne riparato e quindi reintegrato in servizio operativo con la marina della Francia di Vichy il 15 ottobre 1941 ed assegnato all'Escadrille 4E a Port-Lyautey e Dakar.
Nel novembre 1942, a seguito dell'Operazione Torch, l'offensiva Alleata volta a conquistare il teatro bellico nordafricano, l'Escadrille 4E decise di disertare unendosi alle Forces aériennes françaises libres, la componente aerea delle Forces françaises libres che erano fedeli al generale Charles de Gaulle. Nella nuova alleanza operò nel ruolo di pattugliamento anti-sommergibile nel Sud Atlantico fino all'ottobre 1943 quando dotandosi anche dei britannici Short Sunderland mutò ingrandendosi in Flotille 7F pur continuando ad operare anche con il Latécoère 611. Il velivolo venne riarmato nel 1944 dotandolo di una torretta dorsale equipaggiata con due 2 Browning M2 calibro .50 BMG (12,7 mm) più una collocata in una postazione in coda.
L'unico Latécoère 611 realizzato rimase in servizio anche dopo il termine del conflitto come aereo da trasporto fino al suo definitivo ritiro nel 1947.

## Utilizzatori
Francia
- Aviation navale

 Francia di Vichy
- Armée de l'air de l'armistice

 Francia libera
- Forces aériennes françaises libres

### Pubblicazioni
- Latécoère 611, in Aerei da guerra, Ginevra - Novara, Edito Service S.A. - Istituto Geografico De Agostini, 1993.